# Diligencekusken fra San-Hilo
Diligencekusken fra San-Hilo er en dansk stumfilm fra 1914 med ukendt instruktør.

## Handling
Denne artikel mangler et handlingsreferat. Hjælp os med at skrive det.

## Medvirkende
- Peter S. Andersen - Jack, savværksejer
- Zanny Petersen - Rosa, Jacks niece
- Rasmus Ottesen - José, gæstgiver
- Emilie Sannom - Zita
- Emanuel Gregers - Tom, diligencekusk
- Harald Holst - Skindhandler
- Thorvald Frederiksen - Skindhandler
- Viggo Larsen